# Деттлинг, Андреа
Андреа Деттлинг (нем. Andrea Dettling, род. 19 января 1987 года, Альтендорф) — швейцарская горнолыжница, участница Олимпийских игр, призёрка этапа Кубка мира. Специалистка скоростных дисциплин.
В Кубке мира Деттлинг дебютировала в 2007 году, в январе 2009 года первый и пока единственный раз попала в тройку лучших на этапе Кубка мира в супергиганте. Кроме подиума на сегодняшний момент имеет 10 попаданий в десятку лучших на этапах Кубка мира, из них 8 в супергиганте и по одной в скоростном спуске и комбинации. Лучшим достижением Деттлинг в общем зачёте Кубка мира является 17-е место в сезоне 2008/09.
На Олимпиаде-2010 в Ванкувере стартовала в трёх дисциплинах: комбинация — 23-е место, супергигант — 12-е место, гигантский слалом — не финишировала.
За свою карьеру участвовала в одном чемпионате мира, в чемпионате мира 2009 года, где её лучшим результатом стало 22-е место в гигантском слаломе.
Использует лыжи производства фирмы Stoeckli.